# Fuat Çapa
Fuat Çapa (Emirdağ, 15 agosto 1968) è un allenatore di calcio turco con cittadinanza belga.